# Dioscorea glandulosa
Dioscorea glandulosa là một loài thực vật có hoa trong họ Dioscoreaceae. Loài này được (Griseb.) Klotzsch ex Kunth mô tả khoa học đầu tiên năm 1850.